# Anten
Anten är en sjö i Västergötland (i f.d. Bjärke härad och Kullings härad) nordväst om Alingsås och ingår i Göta älvs huvudavrinningsområde. Anten är 18 km² stor och cirka 30 meter djup. Sjön ligger i Alingsås kommun och är nästan helt omsluten av Långareds socken. Anten har utlopp i söder till Åsjön (Ålandasjön) och vidare till Mjörn.
Vid sjöns nordvästra del ligger Gräfsnäs i Erska socken, och ön Loholmen är ett naturminne.
Namnet Anten kommer från ett gammalt ord för svan. 
Enligt en lokal sägen levde under medeltiden en riddare vid namn Gomer på Loholmen (Gudmar Magnusson (Ulvåsaätten)). Han dödade jätten Åland, som bodde i en bergsklyfta i Ålanda vid Anten. Jätten Åland var älskare till sjöfrun Anta, som hämnades genom att låta vattnet stiga och dränka riddarens borg på Loholmen. Riddar Gomer skall ha räddat sin familj genom att lova ge sig frivilligt i sjöfruns våld. Platsen där han lämnade sig till sjöfrun är en sten i strandkanten som kallas "Gomers sten", där man enligt lokal sed bör lyfta på hatten då man passerar den för god vind och fiskelycka.
I äldre tider brukades kyrkbåtar av de på västra sidan av Anten boendes för att ta sig till kyrkan i Långared. Kyrkbåtarna rymde 20 personer och roddes med tre par åror. Båtstäder för kyrkbåtar fanns vid Sjöbäcken, Arelid samt två vid Kvarnabo. Traditionen med kyrkbåtar dog ut då Antens kapell uppfördes 1915. 1906 bildades Antens Båtförening som köpte in en motorbåt med pråm, som samma år sattes i trafik mellan byggor vid Loo, Attholmen, Möjnäs, Hällnäs, Kvarnabo och Västgötabanan. 1926 ansågs båten inte längre sjövärdig och höggs upp året därpå. 1927 sattes en ny båt i passagerartrafik på Anten, men vid denna tid började biltrafiken att konkurrera och redan 1929 upphörde passagerartrafiken. 1907-1914 använde Kvarnabo sågverk en ångbåt för timmerflottning på Anten.  År 2000 bildades Kvarnabo kyrkbåtsförening, och en ny kyrkbåt (byggd på Sollerön i Dalarna) togs i bruk 2003, som ros mellan båthuset i Kvarnabo och Långared.
Fiskbeståndet i sjön består av abborre, bergsimpa, braxen, elritsa, gädda, gärs, gös, lake, insjööring, mört, nors, regnbågsöring, siklöja, småspigg, sutare och ål.
Anten är även namnet på en kyrka och en järnvägsstation vid byn Ålanda vid sjöns södra ände, varifrån museijärnvägen Anten-Gräfsnäs Järnväg utgår.
Ett amerikanskt flygplan av typen C-87 Liberator Express havererade den 20 oktober 1944 i närheten av sjön Anten i samband med den hemliga Operation Sonnie. Alla i besättningen omkom, och två av dem är begravda i Malmö.

## Delavrinningsområde

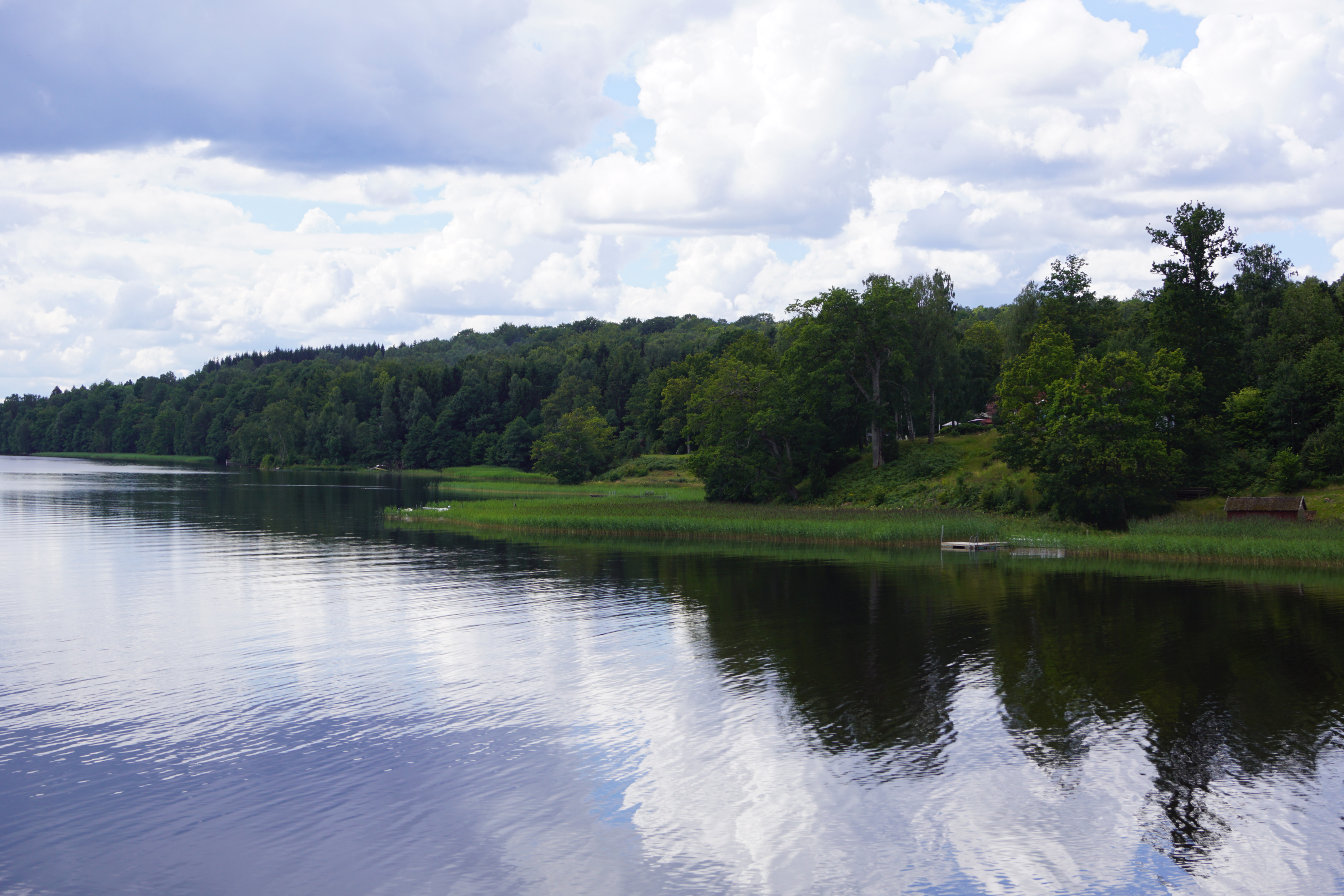

Anten ingår i delavrinningsområde (644015-130610) som SMHI kallar för Utloppet av Anten. Medelhöjden är 113 meter över havet och ytan är 116,88 kvadratkilometer. Räknas de 5 avrinningsområdena uppströms in blir den ackumulerade arean 216,7 kvadratkilometer. Mellbyån som avvattnar avrinningsområdet har biflödesordning 3, vilket innebär att vattnet flödar genom totalt 3 vattendrag innan det når havet efter 62 kilometer. Avrinningsområdet består mestadels av skog (57 %) och jordbruk (13 %). Avrinningsområdet har 19,86 kvadratkilometer vattenytor vilket ger det en sjöprocent på 17 %. Bebyggelsen i området täcker en yta av 0,61 kvadratkilometer eller 1 % av avrinningsområdet.

## Fisk
Vid provfiske har följande fisk fångats i sjön:
- Abborre
- Braxen
- Gärs
- Gädda
- Lake
- Mört
- Siklöja
- Sutare